# Марк Эмилий Барбула (диктатор)
Марк Эмилий Барбула (лат. Marcus Aemilius Barbula) — римский политический деятель из патрицианского рода Эмилиев, диктатор предположительно в 285 году до н. э. Упоминается только в элогии, так что имя его начальника конницы неизвестно. Отец и дед Луция Эмилия носили преномены Квинт и Луций соответственно. В историографии выдвигалась гипотеза о том, что Луций Эмилий Барбула — то же лицо, что Марк Эмилий Пап.